# Ярова (зупинний пункт)
Ярова́ — пасажирська зупинна залізнична платформа Лиманської дирекції Донецької залізниці.
Розташована поблизу смт Ярова Краматорського району, Донецької області на лінії 390 км — Лиман між станціями Форпостна (6 км) та Святогірськ (5 км).
На платформі зупиняються приміські електропоїзди.